# Edoardo Amaldi
Edoardo Amaldi, född 5 september 1908, död 5 december 1989, var en italiensk kärnfysiker. 
Edoardo Amaldi kom tidigt att tillhöra Enrico Fermis forskargrupp. 1937 erhöll han professuren i experimentell fysik vid universitet i Rom. Han var generalsekreterare för CERN 1952-1954 och ledamot av CERN:s vetenskapliga råd fram till 1975. Han bistod vid en del tillfällen med utredningar åt Nobelkommittén i fysik. Han var med och grundade ESRO 1964. Han invaldes 1968 som utländsk ledamot av svenska Vetenskapsakademien.
ESA:s Automated transfer vehicle ATV-003 Edoardo Amaldi var uppkallad efter honom.